# Hal Brands

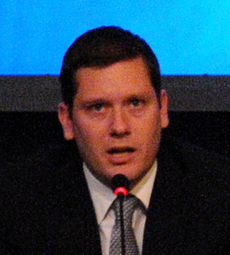
Hal Brands

Hal Brands (* 1983) ist ein US-amerikanischer Politikwissenschaftler mit dem Schwerpunkt Internationale Beziehungen. Er ist Henry A. Kissinger Distinguished Professor an der Johns Hopkins University sowie Senior Fellow des American Enterprise Institute.
Brands machte 2005 das Bachelor-Examen in Politikwissenschaft an der Stanford University sowie das Master-Examen in Geschichte an der Yale University, wo er 2009 zum Ph.D. promoviert wurde. Von 2010 bis 2016 war er erst Assistant Professor und dann Associate Professor für Politikwissenschaft und Geschichte an der Duke University. Seit 2016 ist er Professor an der Johns Hopkins University.
Daneben war er 2015/16 Special Assistant für strategische Planung im Verteidigungsministerium der Vereinigten Staaten und 2017/18 Lead Writer der Commission on the National Defense Strategy for the United States. Von 2016 bis 2019 wirkte er außerdem als Senior Fellow am Center for Strategic and Budgetary Assessments. Seit 2018 ist er Bloomberg-Kolumnist, seit 2019 David Rockefeller Fellow der Trilateralen Kommission.
Brands Vater ist der Historiker H. W. Brands.

## Ausgewählte Schriften
Monographien
- mit Michael Beckley: Danger Zone. The Coming Conflict with China. W. W. Norton & Company, New York 2022, ISBN 978-1-324-02130-8.
- The Twilight Struggle. What the Cold War Teaches Us about Great-Power Rivalry Today. Yale University Press, New Haven 2022, ISBN 978-0-300-26805-8.
- mit Charles Edel: The Lessons of Tragedy. Statecraft and World Order. Yale University Press, New Haven 2019, ISBN 978-0-300-25176-0.
- American Grand Strategy in the Age of Trump. Brookings Institution Press, Washington, D.C. 2018, ISBN 978-0-8157-3278-5.
- Making the Unipolar Moment. U.S. Foreign Policy and the Rise of the Post-Cold War Order. Cornell University Press, Ithaca 2016, ISBN 978-1-5017-0272-3, doi:10.7591/9781501703430.
- What Good Is Grand Strategy? Power and Purpose in American Statecraft from Harry S. Truman to George W. Bush. Cornell University Press, Ithaca 2014, ISBN 978-0-8014-5673-2.
- Latin America’s Cold War. Harvard University Press, Cambridge (MA) 2012, ISBN 978-0-674-06427-0.
- From Berlin to Baghdad. America’s Search for Purpose in the Post-Cold War World. The University Press of Kentucky, Lexington 2008, ISBN 978-0-8131-2462-9.

Essays und Artikel
- The New Autocratic Alliances. They Don’t Look like America’s—but They’re Still Dangerous. In: Foreign Affairs. 29. März 2024.
- The Age of Amorality. Can America Save the Liberal Order Through Illiberal Means? In: Foreign Affairs. Band 103, Nr. 2, März/April 2024, S. 104–117.
- Blundering Into Baghdad. The Right—and Wrong—Lessons of the Iraq War. In: Foreign Affairs. Band 102, Nr. 2, März/April 2023, S. 176–184 (eine Rezension von Melvyn P. Leffler: Confronting Saddam Hussein. George W. Bush and the Invasion of Iraq. Oxford University Press, New York 2023, ISBN 978-0-19-716077-0).
- mit John Lewis Gaddis: The New Cold War. America, China, and the Echoes of History. In: Foreign Affairs. Band 100, Nr. 6, November/Dezember 2021, S. 10–20.
- Saddam Hussein, the United States, and the invasion of Iran: was there a green light? In: Cold War History. Band 12, Nr. 2, Mai 2012, S. 319–343, doi:10.1080/14682745.2011.564612.
- mit David Palkki: Saddam, Israel, and the Bomb: Nuclear Alarmism Justified? In: International Security. Band 36, Nr. 1, Sommer 2011, S. 133–166, doi:10.1162/ISEC_a_00047.

Als Herausgeber
- War in Ukraine. Conflict, Strategy, and the Return of a Fractured World. Johns Hopkins University Press, Baltimore 2024, ISBN 978-1-4214-4984-5 (jhu.edu).
- The New Makers of Modern Strategy. From the Ancient World to the Digital Age. Princeton University Press, Princeton 2023, ISBN 978-0-691-20438-3.
- mit Timothy Andrews Sayle, Jeffrey A. Engel und William Inboden (Hrsg.): The Last Card. Inside George W. Bush’s Decision to Surge in Iraq. Cornell University Press, Ithaca 2019, ISBN 978-1-5017-1518-1, doi:10.1515/9781501715204.
- mit Jeremi Suri (Hrsg.): The Power of the Past. History and Statecraft. Brookings Institution Press, Washington, D.C. 2015, ISBN 978-0-8157-2712-5.